# Stellar
Stellar — платформа для валютних операцій, що працює в режимі реального часу (система валютних розрахунків в режимі реального часу)
. Вона була заснована на початку 2014 року Джедом МакКалебом і Джойс Кім, як відгалуження від системи Ripple і перший час працювала на однойменному протоколі. Надалі було розроблено власний open-source протокол Stellar
. В процесі роботи використовується власний вид електронної валюти, який раніше називався стелларом (stellar)

або зіркою (star)
, а тепер називається люменом (lumen) або XLM.
Для підтримки платформи був організований некомерційний неакціонерний фонд Stellar Development Foundation
. Фінансування фонду було отримано від компанії Stripe
.
Оновлена мережа Stellar (на власному протоколі) почала роботу в листопаді 2015 року
. І в момент першого виходу, влітку 2014 року

,
і протягом 2015 року Stellar отримувала доброзичливі відгуки в пресі.
Станом на 11 січня 2018 року Stellar займає 9 місце в списку криптовалют з найбільшою капіталізацією, обсяг капіталізації становить 9 130 804 932 USD.

## Заснування платформи: причини і наслідки

### Причини відокремлення від Ripple
Попередня система платежів — Ripple — і її валюта XRP піддавались критиці з декількох причин. Більша частина з них була пов'язана з підозрами по відношенню до керівництва фірми Ripple Labs, що керує мережею.

… Я вважаю, що XRP — повністю централізована та контрольована деякою структурою «валюта», що виглядає як «піраміда», де засновники і перші власники XRP, які отримують її безкоштовно від Ripple Labs, роблять все можливе, щоб просувати цю «валюту», зробити її популярною і заробити на різниці в ціні…Оригінальний текст (англ.)
It seems that XRP is centralized fully controlled by single entity "currency" which looks like a "pyramid" scheme where early XRP holders, who get it for free from OpenCoin corporation, do their best to promote this "currency" and make it popular and gained in price.
— Повідомлення учасника zeroday на форумі bitcointalk.org 2013-05-20 18:19

… Bitcoin розподіляється математикою. XRP розподіляється трьома хлопцями, за їхніми власними примхами… Оригінальний текст (англ.)
BTC are distributed by math. XRP are distributed by 3 guys at their whim.
— Повідомлення учасника canth на форумі bitcointalk.org 2015-01-18 14:52
Як видно, з плином часу ці підозри не розвіюються.
Основні претензії, висунуті фахівцями, звучать так:
1. Ripple Labs — комерційна фірма, і повинна, за визначенням, керуватися поняттям особистої вигоди власників;
2. Вся валюта системи Ripple належить Ripple Labs. На момент появи Stellar існували тільки плани щодо розподілу коштів. При цьому значна частина внутрішньої валюти повинна бути розподілена між першими інвесторами і власниками компанії;
3. Управління мережею сильно централізовано (авторитарно). Програмний код системи довгий час був закритим. Ripple Labs могла змінити який-небудь важливий параметр мережі в один момент, ні з ким не радячись.

Таке становище не влаштовувало в першу чергу користувачів. Після короткого зльоту, ціна XRP стала падати. У вересні 2013 року Лабораторія нарешті зробила код Ripple відкритим. Коментатори одразу ж заявили, що одним з можливих способів виправлення недоліків мережі буде форк системи. Через 10 місяців з'явилася платформа Stellar.

### Наслідки відділення для Ripple

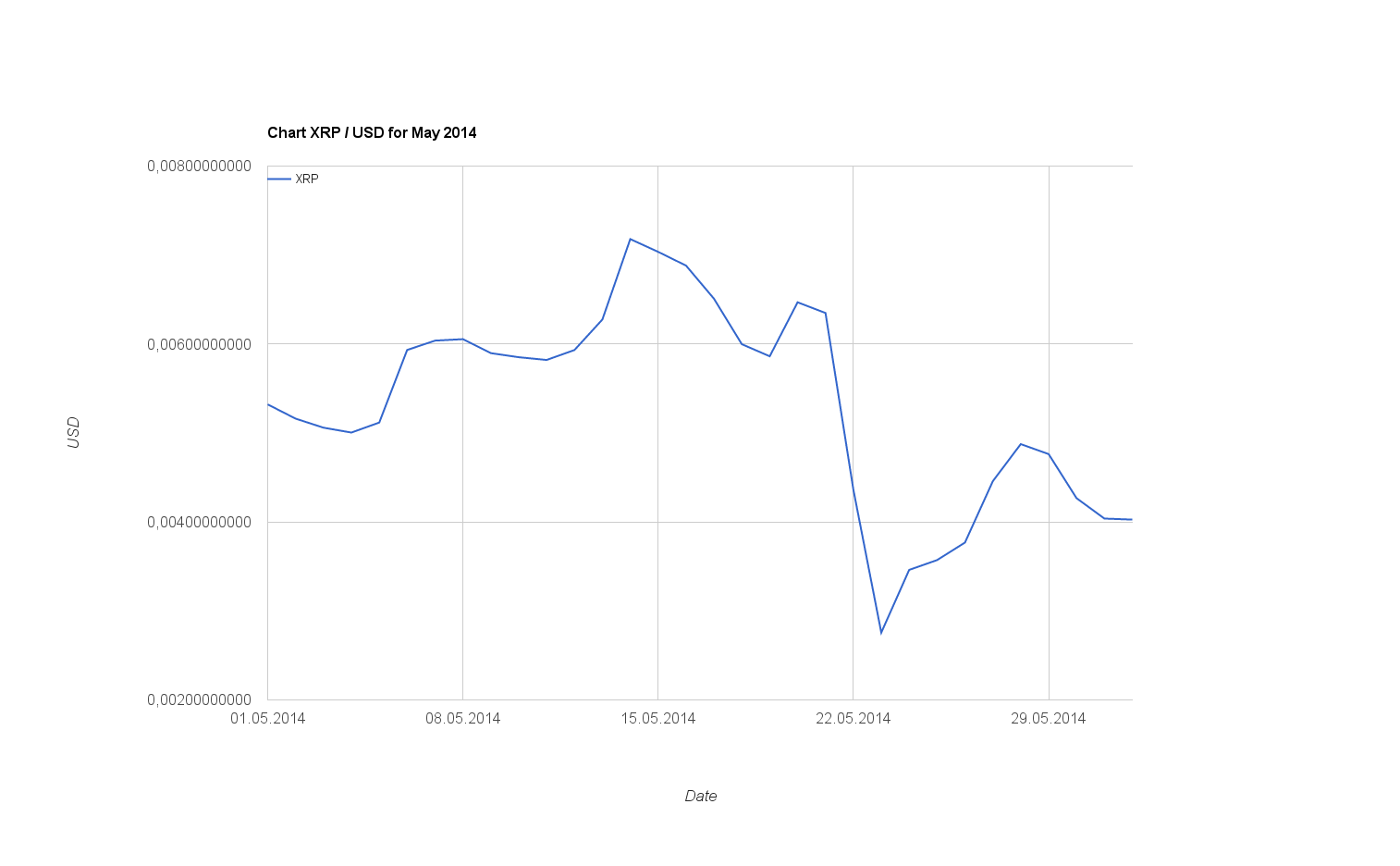
Графік валютної пари XRP/USD за травень 2014 року

Очевидно, що платформа Stellar була задумана як «вбивця» Ripple: повний клон системи, але без її корінних вроджених вад. Така внутрішньовидова конкуренція часто носить запеклий характер. Взаємне невдоволення колишніх соратників виплеснулося назовні, коли 22 травня 2014 року Джед МакКалеб опублікував на сторонньому (неофіційному) форумі, присвяченому валюті XRP, повідомлення про продаж своєї частки монет в розмірі близько 9 мільярдів. Відразу ж після цього повідомлення ціна XRP на біржах впала більш ніж на 40 % (див. графік).
Керівництво компанії Ripple, в особі одного із засновників, Артура Брутто, постаралося заспокоїти громадськість, виступивши на офіційному форумі мережі. У цьому виступі, між іншим, було сказано, що давно існує певний обмежувальний план для трьох засновників системи. Двоє з них готові дотримуватися його і надалі. Що ж стосується Джеда МакКалеба, то керівництво компанії Ripple Labs ніяк не може вплинути на нього, оскільки Джед вже не бере участь ні в розробці, ні в управлінні мережею.
Однак збиток був в наявності, і компанія все-таки знайшла важелі тиску на колишнього співзасновника. В результаті їх застосування, в серпні 2014 року, з'явився перший обмежувальний договір. Вісім місяців потому, у квітні 2015 року, Ripple Labs ініціювала судовий розгляд з приводу можливого порушення МакКалебом обмежувального договору. Ще 10 місяців потому сторони прийшли до думки, що пора закінчувати судитися і укладати новий обмежувальний договір, що і було зроблено.
Нескладний розрахунок показує, що за новим договором, у цінах на 11 лютого 2016 року, на довірчому рахунку Ripple заморожено XRP МакКалеба на суму, еквівалентну 40,5 млн дол.

## Правила платформи Stellar
При організації платіжної мережі Stellar були здійснені дії і прийняті правила, які повинні допомогти уникнути проблем, властивих мережі Ripple.
1. Був організований Stellar Development Foundation — некомерційний і неакціонерний фонд. Таким чином, засновники фонду не можуть отримати вигоди від його функціонування і від продажу його акцій.
2. Вся програмна реалізація платформи спочатку була відкритою. У момент запуску вона працювала використовуючи open-source протокол Ripple, а потім був створений відкритий протокол Stellar. Фонд розвитку Stellar взяв на себе відповідальність за те, що протокол платформи завжди буде відкритим.
3. Stellar відмовилася від інституту привілейованих учасників.
4. Платформа зобов'язалася публікувати різні звіти, які висвітлюють її діяльність. Наприклад, звіт про зарплату співробітників; звіт про люмен-гранти співробітників; бюджетний розпис; кількість розподілених люменів; механізм розподілу люменів тощо. У даний момент на сайті можна знайти статистику по люменам. Там же можна бачити кількість користувачів, що прийшли з Facebook. Також є фінансовий звіт за II квартал 2014 року[24].
5. Спочатку було сказано, скільки створено люменів при утворенні платформи (100 млрд.), скільки буде генеруватися щотижня (для створення штучної інфляції 1 % в рік), скільки буде витрачено на розвиток фонду (5 % від загальної кількості).
6. Велика частина люменів повинна бути розподілена безкоштовно (крім 5 % на операційні витрати). Важливим завданням фонду є розподілити їх більш-менш рівномірно.
7. 25 % всіх люменів має відійти некомерційним організаціям.
8. Існує обмежувальний договір, згідно з яким сторони, що мають великі суми люменів, не можуть продавати їх протягом 5 років.

Можна сказати, що організатори платформи Stellar зробили все можливе, щоб виключити будь-яку азартну складову цього проекту.

## Фонд підтримки Stellar
Фонд підтримки Stellar (Stellar Development Foundation) створений влітку 2014 року. Його членами правління в даний момент є: Кіт Рабоіс, Джойс Кім, Шівані Сироя і Грег Брокман. Джед МакКалеб вказаний як співзасновник фонду і розробник Stellar, але в правління не входить.
За час роботи складу правління доволі серйозно змінився, оскільки спочатку в ньому були Рабоіс, МакКалеб і Патрік Коллісон. Останній з перерахованих є співзасновником фонду і до недавнього часу, поряд з Кітом Рабоісом, був ветераном правління Stellar, проте в січні 2016 року перейшов в консультанти. Грег Брокман, навпаки, перейшов з консультантів в члени правління.
В якості консультантів фонду вказані відомі в світі IT люди: Метт Малленвег, Грег Стейн, Джої Іто, Сем Альтман, Навал Равикант та ін. У цілому колектив консультантів фонду стабільний.
Команда фахівців, навпаки, мала сильні зміни. Зокрема, за рік, з березня 2015 року, вона була скорочена майже на 40 %, в основному за рахунок розробників.
Фонд фінансується приватними пожертвами і 5 % люменів, відкладених на операційну діяльність. Із зазначеної суми люменів 2 % вже викуплені компанією Stripe за 3 млн дол..
Завданнями фонду є: підвищення цифрової фінансової грамотності, розробка інструментів і сервісів для мережі і управління протоколом Stellar.

## Схема роботи
Stellar є протоколом з відкритим кодом, і призначений для валютних операцій. Сервери виконують програмну реалізацію протоколу і використовують Інтернет, щоб з'єднуватися і обмінюватися даними з іншими серверами Stellar, утворюючи глобальну мережу обміну валюти. Кожен сервер зберігає записи про «рахунки» в мережі. Ці записи зберігаються в базі даних під назвою «гросбух». Сервери заявляють зміни в бухгалтерській книзі (гросбух), пропонуючи «угоди», які переводять рахунки з одного стану в інший, витрачаючи баланс облікового запису або змінюючи його властивості. Всі сервери намагаються прийти до угоди, яка дозволить застосувати до поточного гросбуху певний пакет угод, за допомогою процесу, який називається «консенсус». Процес консенсусу запускається через регулярні проміжки часу, як правило, через кожні 2-4 секунди. Це зберігає копію бухгалтерської книги кожного сервера в синхронізованому і ідентичному стані.

При запуску Stellar був заснований на протоколі Ripple. Після того, як були виявлені системні проблеми, пов'язані з існуючим алгоритмом консенсусу, Stellar створив оновлену версію протоколу з новим алгоритмом досягнення консенсусу, що заснований на абсолютно новому коді. Код та технічна документація для цього нового алгоритму були випущені в квітні 2015 року, а оновлена мережа почала функціонувати в листопаді 2015 року.

## Практичне застосування Stellar
Кілька некомерційних організацій і підприємств застосовують Stellar, як фінансову інфраструктуру, особливо в країнах, що розвиваються. Одним з таких прикладів є Фонд Praekelt, який буде інтегрувати Stellar в Vumi. Vumi — це додаток для обміну повідомленнями, з відкритим вихідним кодом, що дозволяє молодим дівчатам у країнах Африки південніше Сахари економити гроші на послугах зв'язку.

Oradian, компанія, що розробляє банківське програмне забезпечення на основі хмарних технологій, також планує використовувати мережу Stellar для підключення мікрофінансових організацій (МФО) в Нігерії.

9 грудня 2020 року один із найстаріших німецьких банків Bankhaus von der Heydt разом в партнерстві з Bitbond створив свій стейблкоїн EURB на базі мережі Stellar. Це був перший стейблкоїн випущений безпосередньо банківською установою на базі Stellar на криптовалютному ринку Європи.
4 січня 2021 року міністерство цифрової трансформації України та Stellar Development Foundation підписали Меморандум про взаєморозуміння та співпрацю, в рамках якого працюватимуть над розробкою стратегії розвитку ринку віртуальних активів в Україні.

## Протокол консенсусу Stellar
Технічна документація і код для Протоколу консенсусу Stellar (SCP) були опубліковані 8 квітня 2015 року. В документації вводиться поняття інтегрованого візантійського договору (FBA), новий підхід до консенсусу, для якого SCP є першим втіленням. Для визначення надійності системи FBA спирається на кворумні зрізи — коли кожен вузол вибирає, яким іншим вузлам довіряти. Разом кворумні зрізи визначають кворум на системному рівні. SCP дозволяє відкрите членство.